# John Doreward
John Doreward, né à une date incertaine et mort le 12 novembre 1420, est un parlementaire anglais, brièvement président de la Chambre des communes du Parlement d'Angleterre en 1399 et en 1413.

## Biographie
John Doreward hérite de ses parents une douzaine de manoirs, principalement dans l'est de l'Essex. Après des études de droit, il est élu une première fois à la Chambre des communes comme député de l'Essex en 1395, puis réélu en 1397 et 1399. Le parlement de 1399 entérine l'abdication du roi Richard II au profit de Henry Bolingbroke, qui devient le roi Henri IV. Le président de ce parlement, John Cheyne, ayant été contraint de démissionner en raison de ses convictions religieuses suspectes, les députés choisissent John Doreward pour lui succéder. Le 1er novembre il est nommé au Conseil du Roi, dont il s'avère être un membre actif. En 1405, John Cheyne et lui sont chargés de négocier la reddition des rebelles dans les Marches galloises. En mai 1406 toutefois, malgré ses années de service, il perd sa place au conseil lorsqu'en sont exclus tous les roturiers. 
Ses connaissances en droit et sa proximité avec le roi lui permettent d'être sollicité par la gentry de l'Essex pour les aider à négocier leurs transactions foncières privées. Il est également employé un temps comme intendant des terres du duc d'York dans l'Essex. 
Il effectue son retour au Parlement lors des élections de mars 1413, et est choisi pour remplacer le président de la Chambre William Stourton, tombé malade, durant les derniers jours de la session. Il est réélu une dernière fois député aux élections de décembre cette même année. 